# Macrostomus variseta
Macrostomus variseta är en tvåvingeart som beskrevs av Smith 1962. Macrostomus variseta ingår i släktet Macrostomus och familjen dansflugor. Inga underarter finns listade i Catalogue of Life.